# 対ハプスブルク同盟
対ハプスブルク同盟（たいハプスブルクどうめい）またはハーグ同盟（ハーグどうめい）は、1624年にフランス宰相になったリシュリューによる軍事同盟である。これは三十年戦争における反ハプスブルク包囲網でフランスが仕掛け人となり、三十年戦争における神聖ローマ帝国に対するフランスの外交戦争の始まりであった。また、この同盟により、デンマークが三十年戦争に参戦することとなった（デンマーク・ニーダーザクセン戦争）。

## 概要
ボヘミア・ファルツ戦争（ベーメン・プファルツ戦争）の結果、皇帝側とプロテスタント諸侯側の対立が先鋭化すると、ハプスブルク家に対立する諸外国は危機感を覚えることとなった。こうした中でフランス宰相リシュリューは、ハプスブルク家による脅威を根絶するために反ハプスブルク諸国と結び付くこととなった。同盟の始まりは、1624年6月にオランダとコンピエーニュで友好条約を結んだことから開始された。さらに7月までに、オランダのデン・ハーグでイングランド、スウェーデン、デンマークと相次いで友好条約を結び、反ハプスブルク包囲網を結成した。
しかし、この同盟は波紋を呼ぶこととなった。リーガ（カトリック連盟）の盟主であるバイエルン選帝侯マクシミリアン1世は、ハプスブルク家の専横に抵抗し、フランスとの接近を目指していた矢先の出来事であり、フランスがプロテスタント諸国と同盟を結んだことは、自身の持つ選帝侯位を危うくさせてしまう恐れがあった。結果としてマクシミリアン1世は皇帝フェルディナント2世とよりを戻してしまうこととなり、カトリックの雄バイエルンを皇帝から離反させるというフランスの目論みは破綻した。リシュリューの目的は、同盟を結ぶことによりハプスブルク家とカトリック連盟を牽制することであったが、結果として裏目に出ることとなった。
一方、対ハプスブルク同盟諸国にも確執が現れた。オランダはスペインとの戦争で手一杯で（八十年戦争）、リシュリューはイングランド、スウェーデン、デンマークの共同で帝国介入を画策したが、介入にあたり、スウェーデンとデンマークの主導権争いが起きることとなった。原因は、軍事支援に留めたイングランドのデンマークへの肩入れであった。イングランドは、共同参戦の全権をデンマーク王クリスチャン4世に委ねることをスウェーデンに要求したが、スウェーデン王グスタフ2世アドルフはこれを撥ね付ける事となった。こうした主導権争いの結果、スウェーデンはかねてより戦争中であったポーランドとの戦いを再開し、参戦はデンマークとイングランドから資金を提供されたエルンスト・フォン・マンスフェルトとクリスティアン・フォン・ブラウンシュヴァイクの2人の傭兵隊長による傭兵軍で行われることとなった。そしてデンマークは、1625年5月にプロテスタント側で参戦した。デンマーク・ニーダーザクセン戦争の開始である。